# 眾坊街

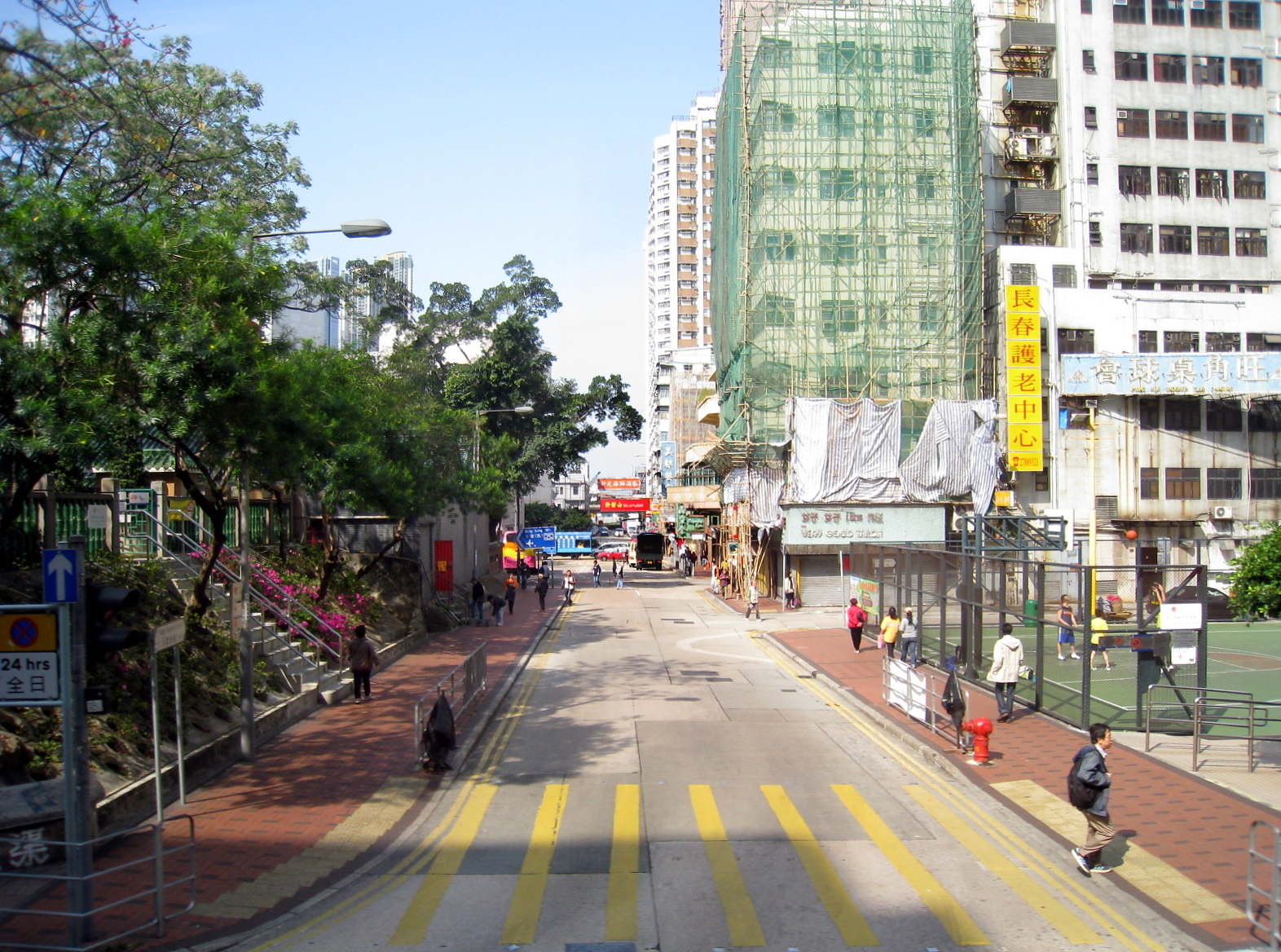
眾坊街東端

眾坊街（英語：Public Square Street，舊譯公眾四方街）是一條位於香港油麻地的東西走向街道，由渡船街天橋伸展至京士柏山邊的石壁道，中間與澄平街、新填地街、上海街、廟街、鴉打街及彌敦道交匯。

## 歷史
眾坊街名稱裡的眾坊是指油麻地天后廟前的空地廣場；當地有高大老榕樹，本地人喜稱聚集在樹下乘涼，故稱之為榕樹頭。以前入夜後會有江湖賣藝者在榕樹頭聚集，占卦算命、演唱歌曲、說書講故，是附近居民閒暇時休憩娛樂的地方，目前已改建為油麻地休憩公園。
香港政府於1887年興建這條街道時，便根據這個廣場將之名為  ，取其公眾廣場之意，但是中文名稱卻誤譯為公眾四方街。1970年代，改為眾坊街，取其公眾聚集場所之意。。但直到1980年代尾，「公共四方街」之名仍有在部分報刊使用。
除榕樹頭及天后廟外，眾坊街上還有歷史悠久的油麻地警署、廟街夜市及玉器市場，極具特色。眾坊街西端與渡船街交接處乃昔日油麻地碼頭的舊址，該碼頭過去提供來往維多利亞港兩岸的渡輪服務，後來佐敦（本名官涌）的佐敦道碼頭於1933年落成後，便取代了油麻地碼頭。
2004年11月，榕樹頭被《時代雜誌（亞洲版）》選為「全亞洲最佳下棋地方」。

## 沿線建築物
- 天后廟
- 榕樹頭
- 美都餐室
- 梁顯利油麻地社區中心
- 駿發花園
- 油麻地警署

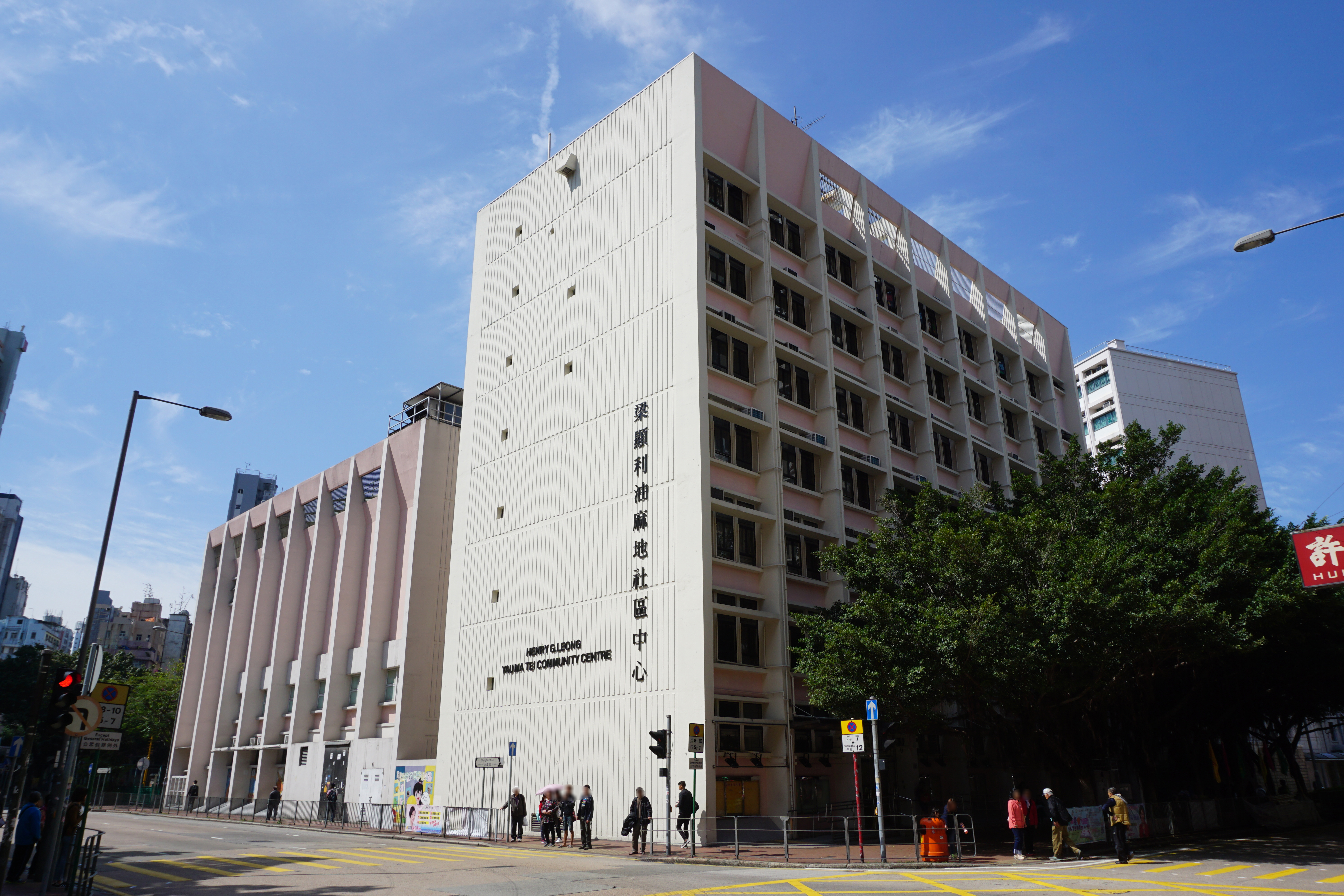
梁顯利社區中心
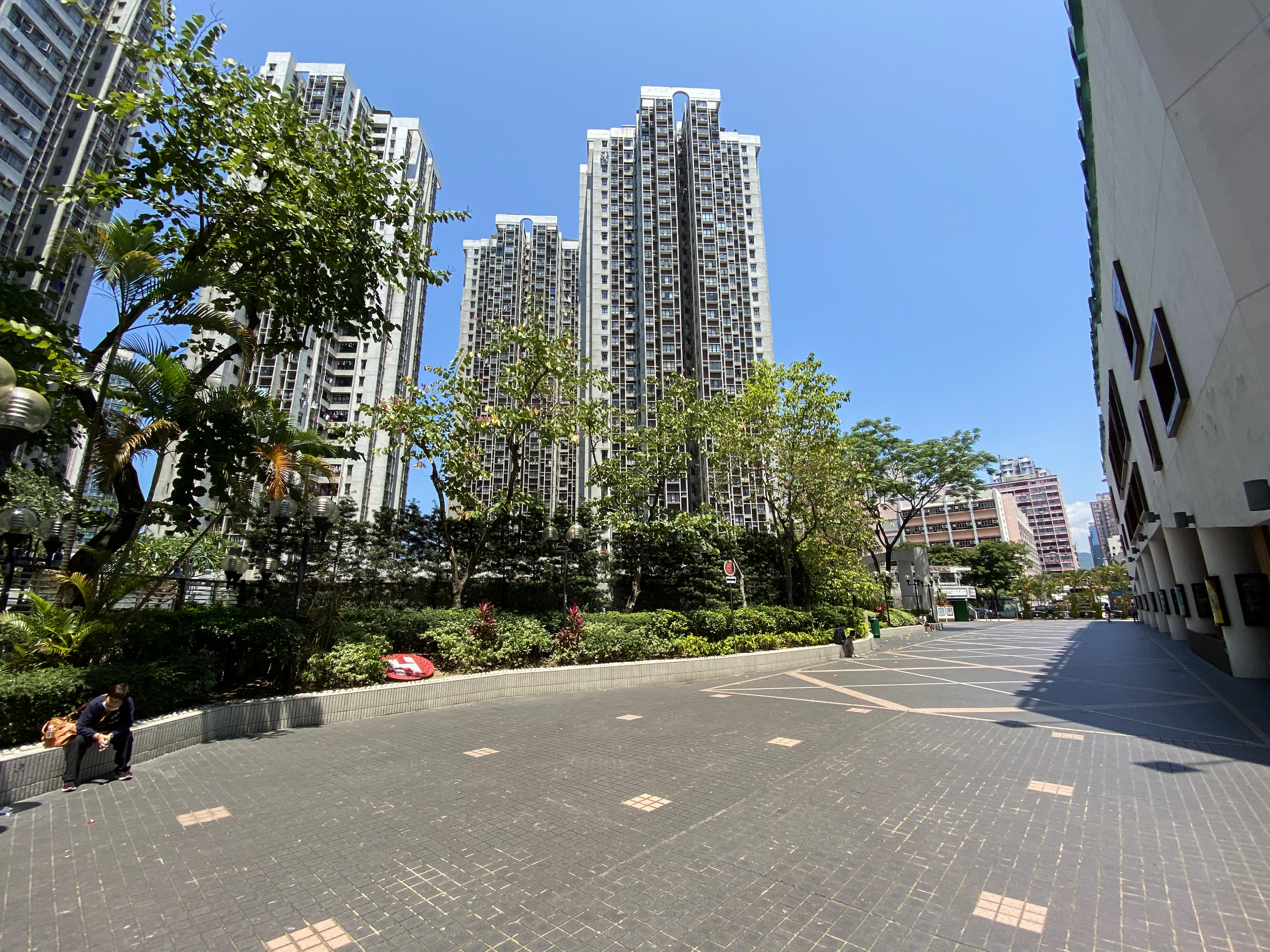
駿發花園
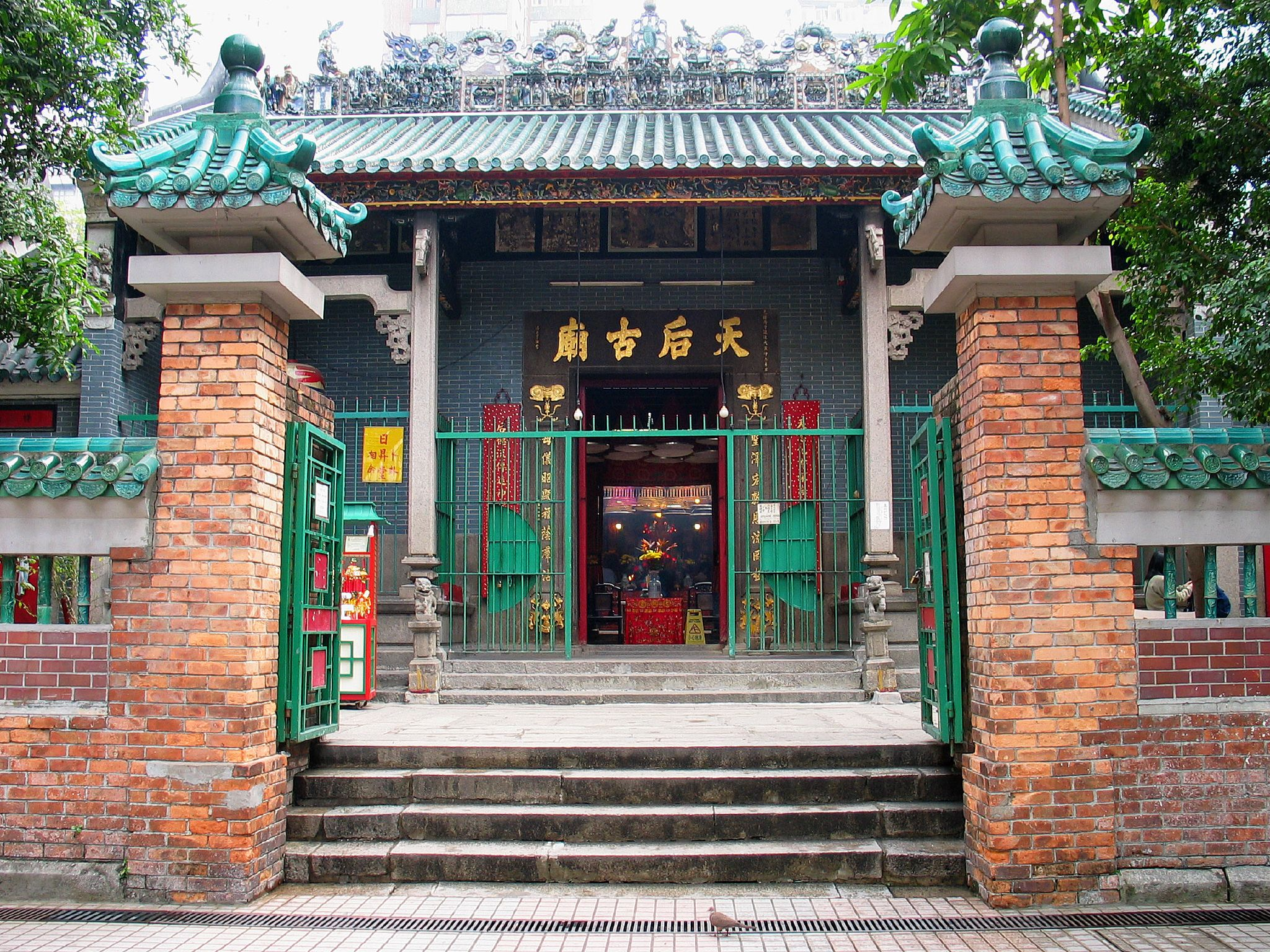
油麻地天后廟
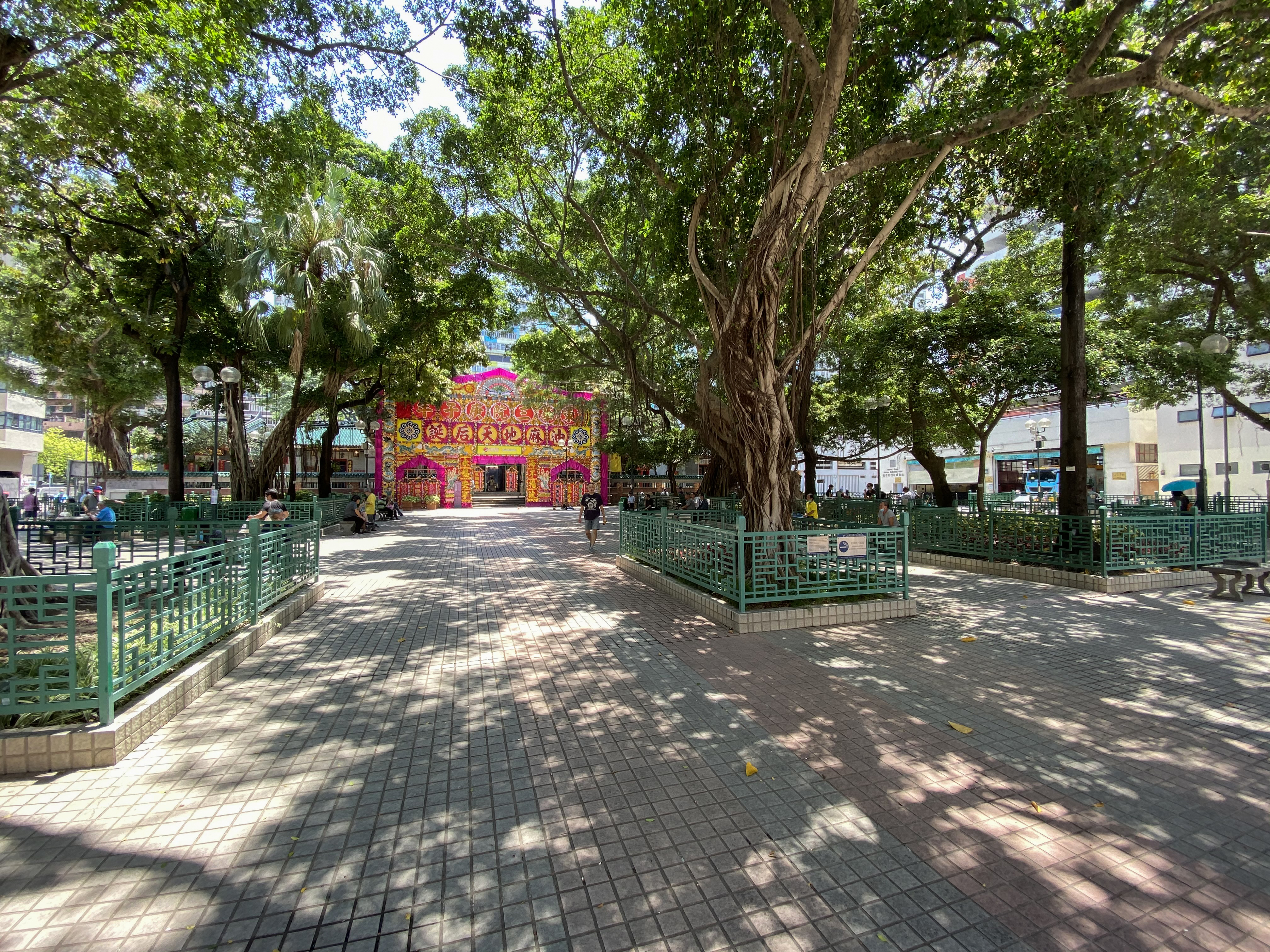
油麻地社區中心休憩花園
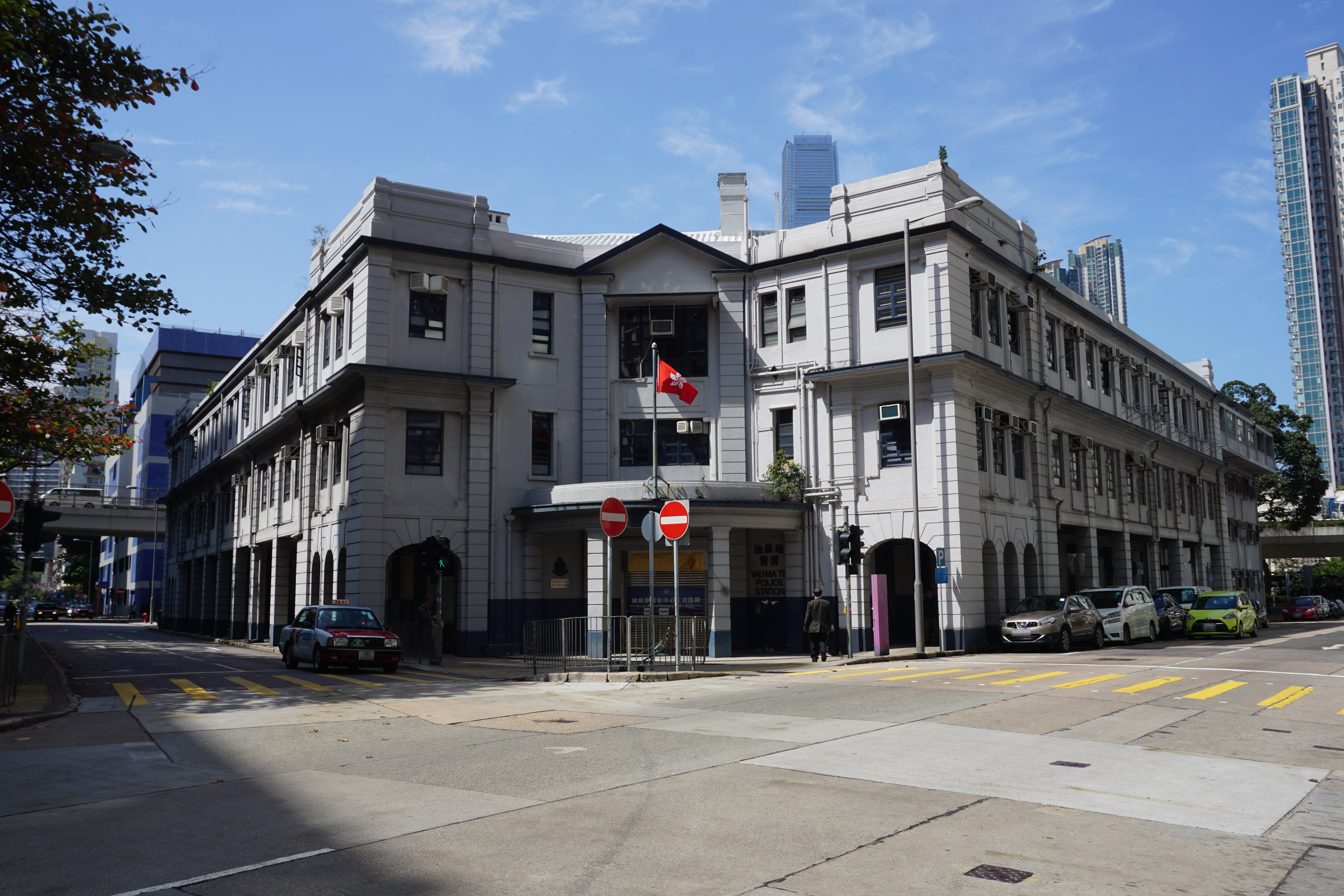
油麻地警署
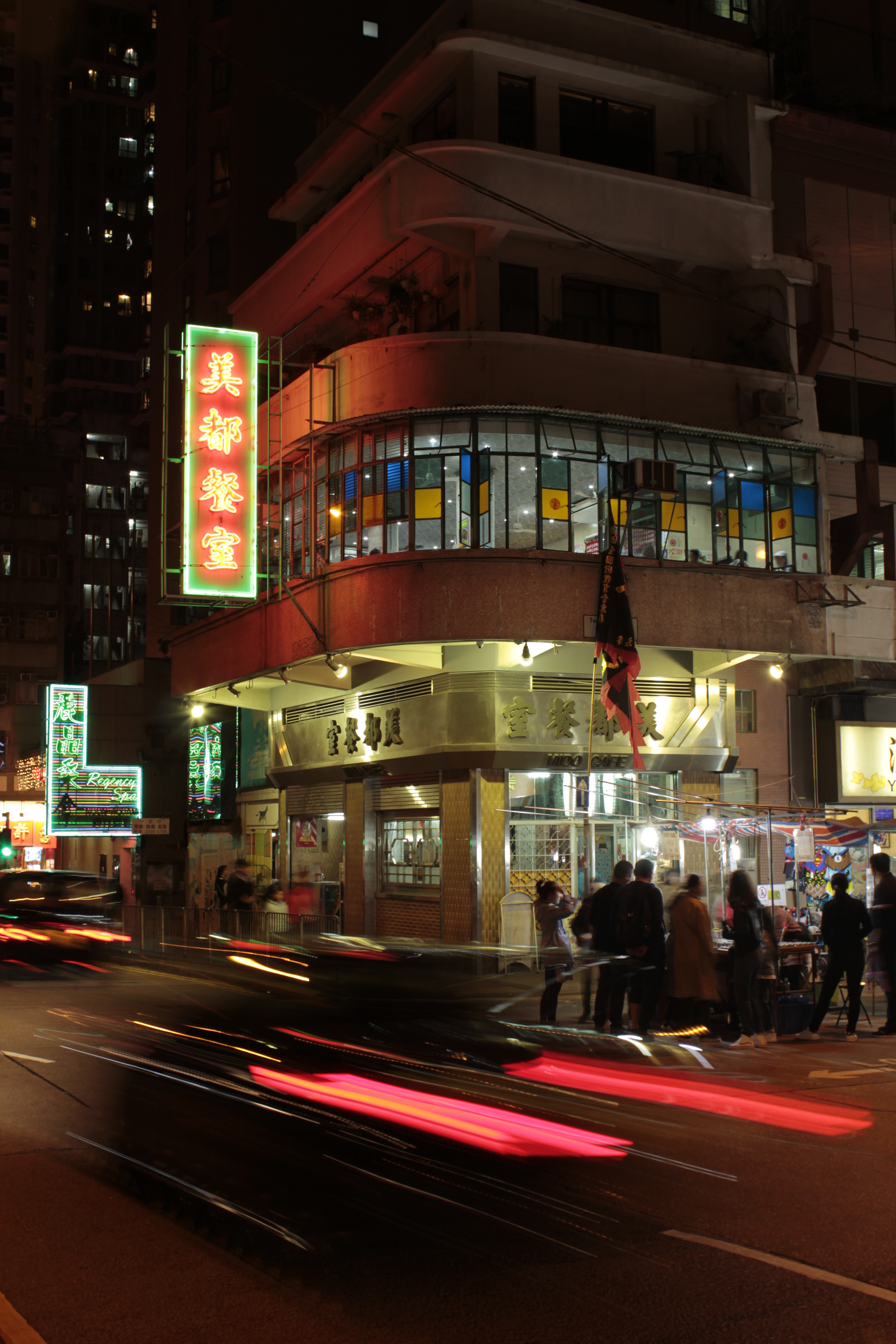
美都餐室
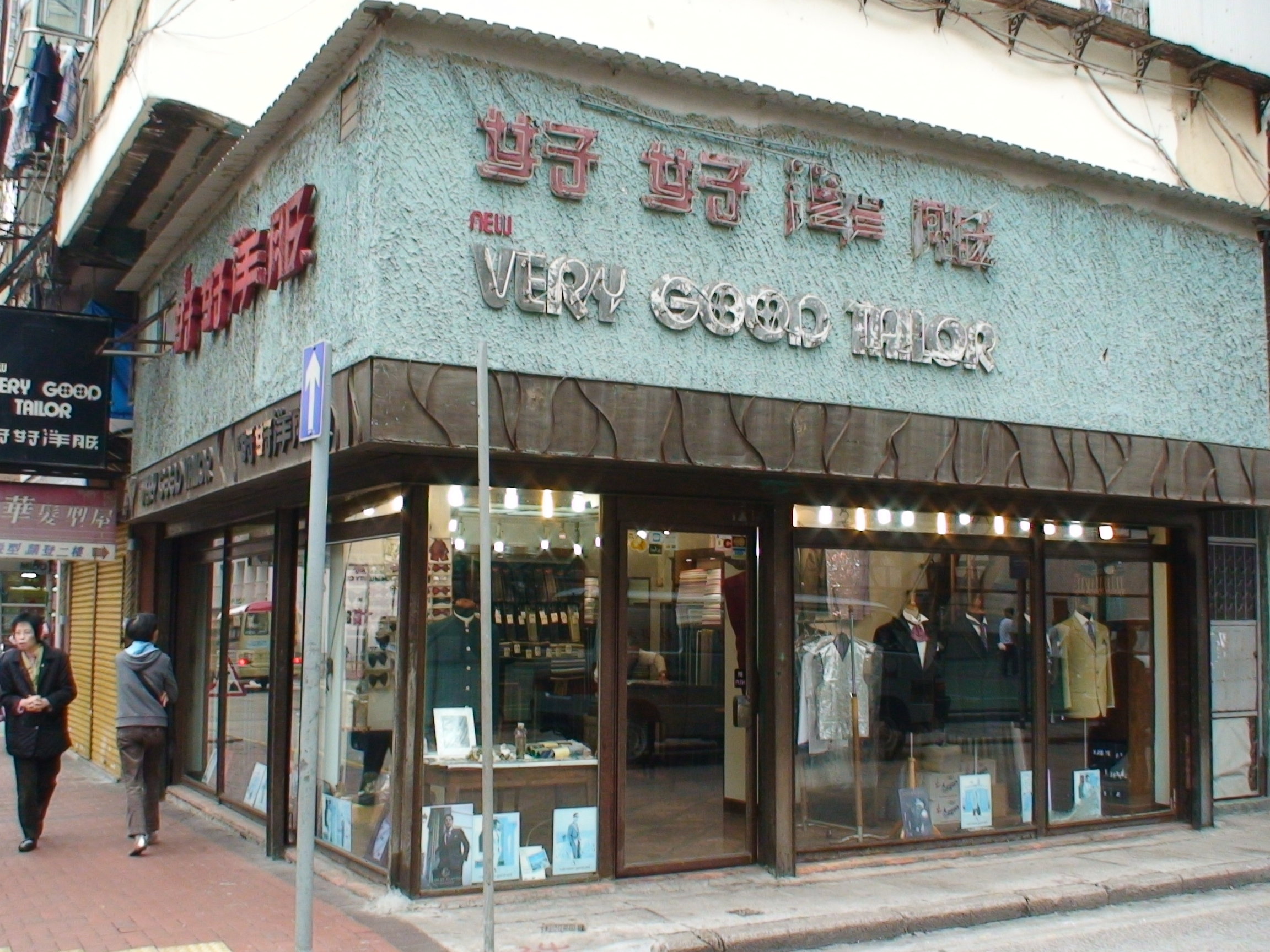
鴉打街

## 參看
- 廟街
- 榕樹頭
- 油麻地天后廟
- 上環四方街

## 外部連結
维基共享资源上的相關多媒體資源：眾坊街